# Peter Wilkinson (prélat)
Pour les articles homonymes, voir Peter Wilkinson et Wilkinson.
Peter Wilkinson, né en 1940 à Victoria (Colombie-Britannique, Canada), est un prélat anglican canadien, converti au catholicisme. Ordonné évêque au sein de la Communion anglicane traditionnelle en 1999, il rejoint finalement en 2012 la pleine communion avec l'Église catholique pour laquelle il devient prêtre sous l'autorité de l'ordinariat personnel de la chaire de Saint-Pierre.

## Biographie

### Formation
Né à Victoria, il grandit dans sa ville natale, située sur la pointe sud de l'île de Vancouver. Adolescent, il est marqué par la liturgie anglo-catholique et offre ses services à la cathédrale de l'Église du Christ de Vancouver, puis, entré à l'université, il s'intéresse de plus en plus à la vie religieuse et décide de se diriger vers la prêtrise. Diplômé, il reçoit une autorisation de l'évêque anglican de Colombie-Britannique pour entrer au séminaire anglo-catholique d'Angleterre, géré par les pères de la Communauté de la Résurrection. Enfin, en 1965, il est ordonné prêtre pour l'Église anglicane et entre dans la communauté citée précédemment. Bien qu'il n'y est pas contraint, il prononce aussi le vœu de célibat.

### Départ de la Communion anglicane
Prêtre en Angleterre, il subit dès 1968 ce qu'il nomme le « Zeitgeist ». Mécontent de l'évolution de la liturgie et de la société anglaise, il quitte sa communauté et rejoint le Canada, persuadé que le diocèse anglican de Colombie-Britannique l'accueillerait. Mais en réalité, il est rejeté à cause de sa proximité avec le catholicisme. De plus, il se rend compte que les changements ayant eu lieu en Angleterre ont également opéré au Canada : des femmes sont ordonnées prêtres, l'Église reconnait les divorces et remariages ou encore le « sexe neutre » et la liturgie a été modifiée.
C'est ainsi qu'en 1977, il quitte la Communion anglicane pour rejoindre le Communion anglicane traditionnelle (TAC). Il est par ailleurs très marqué par le Mouvement d'Oxford, les écrits de John Henry Newman ainsi que ceux du cardinal Joseph Ratzinger. 
En 1999, il est consacré évêque et écrit au cardinal Ratzinger pour lui expliquer que « la base de son enseignement est le catéchisme de l'Église catholique » et lui faire part de « son désir de retrouver la pleine communion avec le Saint-Siège ». Ce à quoi le futur pape Benoît XVI répond par une lettre accompagnée d'un exemplaire dédicacé de son Esprit de la liturgie. En 2005, il devient métropolitain de l'Église anglicane catholique du Canada.

### Conversion au catholicisme
En 2007, il participe au synode de la Communion anglicane traditionnelle qui vote à cent pour cent la pleine communion avec Rome. En 2009, le pape Benoît XVI publie la constitution apostolique Anglicanorum Coetibus. En novembre 2011, Peter Wilkinson devient évêque du pro-diocèse de Notre-Dame de Walsingham, composé des membres du clergé et des paroisses qui se préparent à entrer dans l'Église catholique. Enfin, en janvier 2012, le pape crée l'ordinariat personnel de la chaire de Saint-Pierre. C'est ainsi qu'après environ cinquante ans de sacerdoce et près de treize ans d'épiscopat au sein de l'Église anglicane, Peter Wilkinson se convertit au catholicisme et redevient un simple laïc. Le 15 avril, il fait sa profession de foi et reçoit la communion pour la première fois en tant que catholique, en même temps que Carl Reid, lors d'une cérémonie présidée par Mgr Richard Gagnon en la cathédrale Saint-André de Victoria. 
Le 8 décembre suivant, jour de l'Immaculée Conception, il est ordonné prêtre sous l'autorité de l'ordinariat personnel de la Chaire de Saint-Pierre, administré par Mgr Jeffrey Steenson. Un mois plus tard, le Pape le nomme également prélat d'honneur, lui accordant ainsi le titre de « Monseigneur ».
Dès lors, il dessert l'église Saint-Colomba-d'Iona de Victoria — une petite église paroissiale en bois vieille d'un siècle et louée à des anglicans — jusqu'en 2014, date à laquelle il prend officiellement sa retraite.